# Heterometra savignii
Heterometra savignii is een haarster uit de familie Himerometridae.
De wetenschappelijke naam van de soort werd in 1841 gepubliceerd door Johannes Peter Müller.